# Bruno Le Roux
Pour les articles homonymes, voir Le Roux.
Bruno Le Roux, né le 2 mai 1965 à Gennevilliers (Seine, aujourd'hui Hauts-de-Seine), est un homme politique français. Député socialiste de la première circonscription de la Seine-Saint-Denis de 1997 à 2017, il préside le groupe socialiste, écologiste et républicain à l'Assemblée nationale de juin 2012 à décembre 2016. Il est ministre de l'Intérieur du 6 décembre 2016 au 21 mars 2017.

## Biographie

### Formation
Bruno Le Roux grandit à Épinay-sur-Seine, commune de l’ouest de la Seine-Saint-Denis, où il est élève du collège Roger-Martin-du-Gard. Il est titulaire d'une maîtrise en sciences économiques, d'une maîtrise en gestion et d'un DEA en stratégie et management, délivré par l'université Paris X-Nanterre, « en partenariat avec HEC et l'ESSEC »,.

### Parcours politique
Bruno Le Roux est vice-président de la Mutuelle nationale des étudiants de France (MNEF) de 1988 à 1991,.
Il commence sa carrière politique en 1989 lorsqu'il devient adjoint au maire socialiste d'Épinay-sur-Seine Gilbert Bonnemaison, chargé de la culture. Entre 1990 et 1992, Pierre Mauroy, alors premier secrétaire du Parti socialiste, le nomme directeur adjoint de son cabinet. Il est alors également premier secrétaire de la fédération socialiste de la Seine-Saint-Denis. Il est élu conseiller général de la Seine-Saint-Denis en 1992, puis maire d’Épinay-sur-Seine en juin 1995. Ayant perdu les élections municipales de mars 2001, il reste conseiller municipal d'Épinay jusqu'aux élections de 2008.
En 1995, alors qu'il est membre du conseil national du Parti socialiste, il devient délégué national du PS chargé des questions de sécurité et de police à la demande de Lionel Jospin. Ses travaux en matière de sécurité de proximité inspirent le programme du futur Premier ministre en 1997.
Il est élu député de la première circonscription de la Seine-Saint-Denis (incluant Épinay-sur-Seine) en juin 1997 avec l’arrivée de la Gauche plurielle au pouvoir.
Il préside depuis 2000 la Fédération Léo-Lagrange, réseau d'associations d'éducation populaire dans le domaine de la culture, des loisirs et de la formation professionnelle.
Au printemps 2001, il est le rapporteur du projet de loi sur la « sécurité quotidienne » pour le Parti socialiste. Il a également travaillé sur le dossier de la Corse sur laquelle il a rendu un rapport. Il est auteur d'un ouvrage intitulé La Sécurité pour tous ; une exigence de justice sociale, paru aux éditions Balland en janvier 2001.
Il est réélu député dans la même circonscription en juin 2002, en juin 2007 et en juin 2012. Il est candidat sur la liste « Une ambition nouvelle pour Saint-Ouen » aux élections municipales à Saint-Ouen en mars 2014. La liste arrive en troisième position au premier tour et se retire au profit de la liste menée par la maire Front de Gauche sortante Jacqueline Rouillon, laquelle est battue au second tour par l'UDI William Delannoy.
Il est élu président du groupe socialiste à l'Assemblée nationale le 21 juin 2012. Il y défend les réformes libérales menées par le gouvernement prenant même appui sur la victoire de David Cameron aux élections britanniques de 2015 pour affirmer qu'elles apporteront le succès électoral au PS. Cependant, il ne semble plus en mesure de discipliner les Frondeurs ni d'aplanir les tensions entre les composantes de sa majorité.
Figurant parmi les 89 personnalités européennes auxquelles la Russie a décidé d'interdire l'accès à son territoire en riposte aux sanctions européennes, il décrit comme « une honte pour le Parlement français » le voyage en juillet 2015 de dix parlementaires français en Crimée, territoire annexé par la Russie.
Le 6 décembre 2016, il est nommé ministre de l'Intérieur du gouvernement Cazeneuve. Pendant la primaire citoyenne de 2017, il soutient Manuel Valls. Il démissionne du gouvernement le 21 mars 2017, à la suite de révélations sur la signature de 24 contrats de collaboratrices parlementaires à ses filles dès l'âge de 15 ans, et redevient député. En mai 2017, il laisse l'investiture socialiste pour la première circonscription de la Seine-Saint-Denis à son suppléant Yannick Trigance pour les législatives de juin.

## Prises de position

### Contrôle des armes à feu
Bruno Le Roux s'est beaucoup investi dans la lutte contre les armes légères. En 1998, il est l'initiateur d'une proposition de loi visant à interdire la possession de toute arme à feu aux civils, exception faite des tireurs licenciés FFTir et des chasseurs disposant d'un permis de chasse, estimant dangereux les civils armés : « C'est quand on a autour de soi des civils armés qu'on est en insécurité ». Il a notamment travaillé sur les mesures du gouvernement Jospin pour renforcer le contrôle des armes détenues par les tireurs sportifs après la tuerie de Nanterre. En 2010, il rédige, avec deux députés de la majorité UMP, Claude Bodin et Jean-Luc Warsmann, la proposition de loi no 2773. La maire de Saint-Ouen, Jacqueline Rouillon (DVG), indique dans ses propos sur la fermeture de trois armureries dans sa ville que la proposition de loi sur laquelle travaille Bruno Le Roux va vers un durcissement de la législation sur la vente d'armes. La loi sur le contrôle des armes est adoptée le 25 janvier 2011 tard dans la nuit, devant un hémicycle où siègent seulement 16 députés.

### Légalisation du cannabis
Confronté à l'important trafic de drogue qui ronge Saint-Ouen et aux limites de la répression (« depuis 20 ans, je constate que chaque fois que les policiers réussissent une belle opération, le trafic repart les jours suivants. L’ordre public n’arrive pas à régler la question du trafic dans notre pays »), il propose d’« ouvrir le débat » sur la légalisation ou la dépénalisation du cannabis.

## Controverses

### Diplômes usurpés
Jusqu'au 8 décembre 2016, différents curriculums vitae de Bruno Le Roux en ligne sur des sites officiels indiquaient qu'il avait étudié à l'ESSEC et à HEC, deux écoles de commerce réputées, alors que Bruno Le Roux ne figure pas sur les annuaires des anciens élèves de ces deux établissements. L'entourage du ministre parle d'une erreur. L'information a été effacée sur toutes les plateformes, le lendemain,,.

### Contrôle des armes à feu
Dans le milieu sportif, Bruno Le Roux est connu pour avoir été à l'origine d'une polémique en 2011 à la suite de l'adoption de la proposition de loi no 2773 sur le contrôle des armes. Il est alors accusé d'avoir qualifié les détenteurs légaux d'armes à feu (tireurs sportifs et chasseurs) de « fêlés de la gâchette » alors qu'au contraire il relevait que « ces personnes tout à fait responsables sont occultées, dans le débat public, par quelques fêlés de la gâchette, ceux qui hantent nos forums, ceux qui m’adressent les messages les plus abominables. » Dans la même allocution il confirme être « convaincu que la possession d’une arme à feu doit demeurer un droit en France ».

### Soupçons d'emplois fictifs concernant ses filles
Cette affaire prend place pendant l'élection présidentielle de 2017, en parallèle de l'affaire Fillon. Elle débute le 20 mars 2017. Edwy Plenel, dans l'émission C à vous sur France 5, annonce des « révélations » sur un membre du gouvernement, tandis que l'émission Quotidien sur TMC révèle les emplois des deux filles de Bruno Le Roux comme collaboratrices parlementaires de leur père, alors député de la Seine-Saint-Denis, lorsqu'elles étaient lycéennes et étudiantes entre 2009 et 2016. Ces faits sont confirmés par le cabinet du ministre le même jour dans l'émission de Yann Barthès. L'affaire concerne respectivement 14 et 10 CDD conclus avec ses filles (âgées de 15 et 16 ans le jour des premières signatures), pour un montant total de 55 000 euros. Des soupçons d'emplois fictifs concernent des CDD qui auraient été effectués en même temps que des stages en entreprises ou sur du temps universitaire, respectivement pendant l'été 2013 pour une des filles et 20 jours en mai 2015 pour l'autre.
Cette affaire renvoie aux révélations du Canard enchaîné sur les contrats d'attachée parlementaire de Penelope Fillon. « [Il] devrait y avoir une règle simple, [l'emploi d'un conjoint par un parlementaire] ne devrait pas être autorisé, […] ça peut prêter à suspicion », avait alors réagi Bruno Le Roux, dénonçant ensuite « les turpitudes de François Fillon ».
Bruno Le Roux est convoqué le 21 mars 2017 à Matignon par Bernard Cazeneuve pour s'expliquer sur l'emploi de ses filles à l'Assemblée. En fin de journée, depuis Bobigny, il annonce en conférence de presse « avoir adressé [sa] démission au président ». Il est remplacé par Matthias Fekl, alors secrétaire d'État chargé du Commerce extérieur, de la Promotion du tourisme et des Français de l'étranger.
Le Parquet national financier ouvre une enquête préliminaire le jour même. Il est ensuite entendu par les policiers de l’Office central de lutte contre la corruption et les infractions financières et fiscales (OCLCIFF), le 28 mars.

### Pratiques de lobbying
Bruno Le Roux a été plusieurs fois attaqué dans les médias pour être à l'initiative d'amendements à l'Assemblée Nationale en faveur d'une "sulfureuse société suisse" active sur la traçabilité des produits du tabac (SICPA). Pour le journaliste Matthieu Pechberty sur BFM TV, "L'éphémère ministre de l'Intérieur a largement participé à cette bataille de lobbying menée de longue date par la société suisse Sicpa.", en particulier en déposant des amendements ou en faisant soutenir ces amendements par des députés. Et le journaliste d'insister : "La présence de Bruno Le Roux sur ce sujet ne date pas d'hier. Président du groupe socialiste à l’assemblée nationale, il avait déjà tenté de supprimer le système de traçabilité du tabac à deux reprises, en novembre et décembre 2015, lors de la loi de finances 2016. Son initiative s’était heurtée au secrétaire d’Etat au Budget, Christian Eckert." Le Nouvel Observateur avait aussi attaqué Bruno Le Roux sur ses pratiques de lobbying en 2016, propos repris aussi dans d'autres médias.

## Mandats et fonctions

### Mandats
- Assemblée nationale :
  - 1997-2017 (sauf de janvier à avril 2017) : député de la première circonscription de la Seine-Saint-Denis

- Conseil général de la Seine-Saint-Denis
  - 1992-1997 : conseiller général élu du canton d'Épinay-sur-Seine

- Communauté d'agglomération Plaine Commune
  - 1999-2008 : conseiller communautaire

- Commune d'Épinay-sur-Seine
  - 1989-1995 : adjoint au maire
  - 1995-2001 : maire
  - 2001-2008 : conseiller municipal

### Fonctions
- de décembre 2016 à mars 2017 : ministre de l'Intérieur